# 朗瓦爾 (加利福尼亞州)
朗瓦爾（英語：Longvale）是位於美國加利福尼亞州門多西諾縣的一個非建制地區。該地的面積和人口皆未知。

## 地理
朗瓦爾的座標為39°33′19″N 123°25′47″W / 39.55528°N 123.42972°W，而該地的平均海拔高度為363米（即1191英尺）。